# Hayley Bowden
Haylen Rose Bowden (Auckland, 13 de fevereiro de 1984) é uma futebolista profissional neozelandesa que atua como meia (médio).

## Carreira
Hayley Bowden  fez parte do elenco da Seleção Neozelandesa de Futebol Feminino, nas Olimpíadas de 2008 e 2012.